# کارل کاردر-اندروز
کارل کاردر-اندروز (انگلیسی: Karle Carder-Andrews؛ زادهٔ ۱۳ مارس ۱۹۸۹) بازیکن فوتبال اهل بریتانیا است.
از باشگاه‌هایی که در آن بازی کرده‌است می‌توان به باشگاه فوتبال مارگیت، باشگاه فوتبال همپتون و ریچموند بورو، باشگاه فوتبال کووه، باشگاه فوتبال چیپستید، باشگاه فوتبال ساندهورست تاون، باشگاه فوتبال اگم تاون، باشگاه فوتبال برنتفورد، و باشگاه فوتبال فلتم اشاره کرد.